# Soft Spot (canción)
«Soft Spot» (estilizada en minúsculas) es una canción de liquid drum and bass. Se lanzó por primera vez de forma independiente el 4 de junio de 2021, donde se le atribuyó a Piri. Después de que pagó a seis TikTokers para promocionar la canción, la canción se usó en un video de un creador haciendo un banco japonés, lo que provocó que la canción se volviera viral en esa plataforma; esto, así como la viralidad en Spotify causada por su aparición en la lista de reproducción «Fresh Finds» de la plataforma, llevó EMI a contratarla a ella y a su productor Tommy Villiers, y relanzar la canción bajo el nombre de Piri & Tommy Villiers. La canción apareció en el mixtape Froge.mp3 de la pareja del 21 de octubre de 2022.
La recepción crítica de la canción fue positiva: Pitchfork comparó la voz de Piri con la de Ariana Grande, Rolling Stone la clasificó como la quincuagésima novena mejor canción dance de todos los tiempos y NME señaló que la canción estaba «a la altura de PinkPantheress y, eh, chabolas marinas como uno de los mayores éxitos de [TikTok]». Además, la canción pasó una semana en el UK Independent Singles Breakers Chart en el puesto 20, y PinkPantheress, Charli XCX y Wet Leg son fanáticos de la canción.

## Trasfondo
Piri conoció a Tommy Villiers, miembro de Porij y See Thru Hands, en 2020, después de coincidir en Tinder, encontrar a su banda en Twitter, encontrar su cuenta Instagram, y preguntarle si podía «utilizar [su] cartucho», en ese orden. Lanzó un sencillo producido por Villiers, «It's a Match», el 12 de marzo de 2021 a través de DistroKid, y luego, el 4 de junio, lanzó «Soft Spot», también a través de DistroKid, una canción de liquid drum and bass con pájaros somorgujos en ella. Ella le dijo a 1883 en septiembre de 2021 que escribió la canción sobre «sentirse completamente impotente ante la persona a la que amas, pero aún siendo casi tontamente optimista de que todo saldrá bien» y sobre Villiers. Según una entrevista de septiembre de 2022 para Apple Music, la canción «se hizo en dos casas de estudiantes» y su voz se grabó debajo de un edredón. PinkPantheress fue una gran inspiración para el disco; Piri usó un artículo de NME de diciembre de 2021 para afirmar que el primero les había enviado un mensaje directo a la pareja para decirles que el «ritmo se vuelve estúpido» de la canción.

## Promoción y lanzamiento
Piri le dijo a Unity Radio en octubre de 2021 que pagó a seis creadores de TikTok £ 20 para usar la canción en uno de sus videos y publicó anuncios en Instagram y TikTok. La canción se volvió viral en TikTok después de aparecer en un video de un creador haciendo un banco japonés, que obtuvo 1 000 000 de visitas, y finalmente apareció en más de 130 000 videos, incluidos aquellos sobre los antojos del embarazo, piso laminado, apropiado, montajes de ejercicios en el gimnasio, huevos revueltos coreanos, y consejos para la dismenorrea. La canción también se volvió viral en Spotify después de aparecer en su lista de reproducción «Fresh Finds». Para ello, EMI los fichó y relanzó «Soft Spot» el 13 de septiembre de 2021 bajo el nombre de Piri & Tommy Villiers. EMI también lanzó un remix oficial de MJ Cole, quien proporcionó el remix después de que Piri y Villiers enviaran una larga lista de artistas sugeridos a su sello, incluidos artistas más importantes como Cole, sin esperar una respuesta; su versión se publicó el 15 de octubre de 2021. Más tarde, Cole aparecería en «Can We» de Piri & Tommy de froge.mp3, y él y la pareja lanzarían más tarde «Feel It» el 20 de enero de 2023, cuando Piri y Villiers se habían separado.

## Recepción
«Soft Spot» pasó una semana en la lista de UK Independent Singles Breakers Chart, en el puesto 20. Pigeons & Planes lo describió como «contagioso», mientras que DIY lo describió como «pegadizo sin esfuerzo», The Guardian lo describió como «plumoso», y Undergroundunderdogs.com lo llamó «tan dulce como es. adictivo». Charli XCX utilizó una edición del 24 de agosto de 2021 de Future Sounds de BBC Radio 1 para transmitirlo y señaló que «va muy duro» y que ella «a veces... corre [con la canción] en el gimnasio», mientras que el blog Freshonthenet.co.uk de Tom Robinson señaló que «te desafía a no bailar».
Un artículo de NME de mayo de 2022 lo describió como «a la altura de PinkPantheress y, eh, chabolas de mar como uno de los mayores éxitos de [TikTok]», mientras que una lista de Rolling Stone del 25 de julio de 2022 lo calificó como un «cursi estallido de liquid drum-and-bass» y la nombró como la quincuagésima novena mejor canción dance de todos los tiempos y un artículo de DORK publicado el mismo día señaló que su «genuina ingenuidad y optimismo... resultaron ser simplemente la guinda del pastel de futuros éxitos». En marzo de 2023, Wet Leg la nombró una de las cinco canciones que habían compuesto la banda sonora de su año, y Rhian Teasdale de la banda señaló que los llevó de vuelta a cuando estaban filmando su video de «Ur Mum», en el que Villiers interpretó al antihéroe.
La voz de Piri recibió elogios especiales, y Pitchfork describió su voz como «ligera y confusa» y «pasó por encima de la melodía acelerada en los versos de una manera que se parece a Ariana Grande», y disfrutó particularmente de la forma en que «suspiro» el coro, mientras que Freshonthenet.co.uk señaló que «la voz de Piri baila en una pila vocal convincente [, con] ecos en cascada de izquierda a derecha, creando profundidad y placer para los oídos», y señaló que su «línea superior dulce y pop contrasta y contrasta con el peso de la producción».
Reseñas posteriores complementaron la percusión de la canción, y una reseña de The Guardian de noviembre de 2022 encontró que «al menos en su encarnación en vivo, las pausas del gran éxito Soft Spot [somos] sorprendentemente duras», mientras que una reseña de Gigwise de una interpretación de Scala más tarde ese mes señaló que su interpretación de «Soft Spot» «terminó con un breakbeat realmente increíble que [el crítico] deseaba que durara mucho más».

## Vídeos musicales y otros medios
El 4 de junio de 2021 se lanzó un vídeo musical que presenta a Piri cantando, bailando y bailando en barra; utilizó una entrevista de Reform Radio del 27 de octubre de 2021 para señalar que había comprado un proyector especialmente para la ocasión, que se filmó actuando contra la pared del dormitorio de la casa de estudiantes en la que vivía en ese momento y con «alucinantes visuales líquidas» que había encontrado en YouTube y que ella misma había editado el vídeo. El 27 de octubre de 2022, realizaron una versión acústica en vivo en Reform Radio, y el 13 de enero de 2022, lanzaron un video en YouTube de ellos interpretando una versión acústica de la canción. La canción se reprodujo en Sunday Brunch el 21 de noviembre de 2021, y el 21 de octubre de 2022, la canción apareció en el mixtape de Piri & Tommy, froge.mp3. El 12 de enero de 2023, Piri & Tommy interpretaron la canción en Sound Of... de Radio 1, y el 27 de mayo de 2023, Piri interpretó la canción en Radio 1 Big Weekend.

## Listado de pistas
1. «Soft Spot» (Piri) - 3:39

MJ Cole remix
1. «Soft Spot» (remezcla de MJ Cole) - 3:51
2. «Soft Spot» (Piri & Tommy Villiers) - 3:43

## Personal y créditos
Lugares de grabación
- Casas de estudiantes de Piri y Villiers[9]

Personal
- Piri - voz[17]
- Tommy Villiers – producción, masterización, mezcla[17]

## Listas
| Listas (2021)                         | Posición más alta |
| ------------------------------------- | ----------------- |
| UK Independent Singles Breakers Chart | 20                |

## Historial de lanzamientos
| Región | Fecha                    | Formato          | Versión               | Artista | Etiqueta  | Ref. |
| ------ | ------------------------ | ---------------- | --------------------- | ------- | --------- | ---- |
| Varios | 4 de junio de 2021       |                  | Versión original      | Piri    | DistroKid |      |
| Varios | 13 de septiembre de 2021 | Reedición        | Piri y Tommy Villiers | EMI     | [ 16 ]    |      |
| Varios | 15 de octubre de 2021    | remix de MJ Cole | Piri y Tommy Villiers | EMI     |           |      |